# Géza
Géza ist ein ungarischer männlicher Vorname, bekannt geworden durch die ungarischen Herrscher dieses Namens. Als eingedeutschte Form wird, vor allem in älterer Literatur, Geisa verwendet.

## Herkunft und Bedeutung
Die Bedeutung des in Ungarn relativ häufigen Vornamens ist unbekannt; möglicherweise ist er von einem türkischen Titel abgeleitet.

## Namensträger

### Vorname
- Géza Alföldy (1935–2011), ungarischer Althistoriker
- Géza Anda (1921–1976), Schweizer Pianist ungarischer Herkunft
- Géza Bereményi (* 1946), ungarischer Schriftsteller, Filmregisseur, Drehbuchautor
- Géza von Bolváry (1897–1961), ungarischer Schauspieler, Drehbuchautor und Regisseur
- Géza von Csergheő (1840–1895), ungarischer Offizier und Heraldiker
- Géza von Cziffra (1900–1989), ungarischer Filmregisseur und Drehbuchautor
- Géza Ekecs (1927–2017), ungarischer Journalist und Radioreporter
- Géza Frid (1904–1989), ungarisch-niederländischer Komponist, Dirigent und Pianist
- Géza Gárdonyi (1863–1922), ungarischer Schriftsteller
- Géza Andreas von Geyr (* 1962), deutscher Diplomat
- Géza Gulyás (1931–2014), ungarischer Fußballspieler
- Géza Hegedűs (1912–1999), ungarischer Historiker und Schriftsteller
- Géza Herczeg (1888–1954), ungarischer Journalist und Schriftsteller
- Géza Herczegh (1928–2010), ungarischer Jurist, Völkerrechtler
- Géza Hofi (1936–2002), ungarischer Schauspieler und Humorist
- Géza Kalocsay (1913–2008), tschechoslowakisch-ungarischer Fußballspieler und -trainer
- Géza Kohn (1873–1941), serbischer Buchhändler und Verleger
- Géza Lakatos (1890–1967), ungarischer General
- Géza Maróczy (1870–1951), ungarischer Schach-Großmeister
- Géza Nagy (1892–1953), ungarischer Schachspieler
- Géza Ottlik (1912–1990), ungarischer Schriftsteller, Übersetzer, Mathematiker und Bridge-Spieler
- Géza Pálffy (* 1971), ungarischer Historiker
- Géza von Radványi (1907–1986), ungarischer Filmregisseur und Drehbuchautor
- Géza Révész (1878–1955), ungarisch-niederländischer Psychologe
- Géza Róheim (1891–1953), ungarischer Psychoanalytiker und Autor
- Géza Szigritz (1907–1949), ungarischer Schwimmer
- Géza Toldi (1909–1985), ungarischer Fußballspieler und -trainer
- Géza Tóth (1932–2011), ungarischer Gewichtheber
- Geza Vermes (1924–2013), britischer Theologe und Orientalist ungarischer Herkunft
- Géza Zichy (1849–1924), ungarischer Pianist und Komponist

### Herrschername
- Géza (Ungarn) (~940–997), Großfürst von Ungarn (971–997)
- Géza I. (1048–1077), König von Ungarn (1074–1077)
- Géza II. (1130–1162), König von Ungarn (1141–1162)

## Weiteres
- Géza, Dorf in der Gemeinde Dioundiou in Niger, siehe Guéza Bissala
- Géza, Dorf in der Gemeinde Gaffati in Niger, siehe Guéza Mahaman
- Concours Géza Anda, in dreijährlichem Turnus in Zürich stattfindender Klavierwettbewerb